# Lucilla Boari
Lucilla Boari (* 24. März 1997 in Mantua) ist eine italienische Bogenschützin.

## Karriere
Lucilla Boari erzielte ihren ersten internationalen Erfolg bei den Europameisterschaften in 2018, bei denen sie mit der Mannschaft die Silbermedaille gewann. Ebenfalls 2018 siegte sie bei den Mittelmeerspielen in Tarragona im Einzelwettbewerb. Im Jahr darauf gewann sie bei den Europaspielen in Minsk im Einzel ebenfalls Silber, während sie in der Mixedkonkurrenz mit Mauro Nespoli den ersten Platz belegte. Bereits 2016 hatte Boari Italien in Rio de Janeiro bei den Olympischen Spielen vertreten, jedoch ohne Erfolg. Die Qualifikationsrunde beendete sie noch auf Rang sieben, verlor dann aber in der K.-o.-Runde ihre Auftaktbegegnung. Mit der Mannschaft erreichte sie das Halbfinale und verpasste nach Niederlagen gegen Russland und Chinesisch Taipeh als Vierte knapp einen Medaillengewinn.
Bei den 2021 ausgetragenen Olympischen Spielen 2020 in Tokio ging sie erneut in zwei Disziplinen an den Start. Im Mannschaftswettbewerb belegten die Italienerinnen mit 1936 Punkten den achten Rang in der Platzierungsrunde. Danach besiegten sie zunächst die Britinnen, ehe sie im Viertelfinale gegen Südkorea unterlagen. Im Einzel beendete Boari die Platzierungsrunde mit 651 Punkten auf dem 23. Platz. Nach vier Siegen erreichte sie das Halbfinale, in dem sie Jelena Ossipowa mit 0:6 unterlag. Das anschließende Duell um den dritten Platz gewann sie gegen Mackenzie Brown mit 7:1 deutlich und erhielt damit die Bronzemedaille.